# Дэнгл, Джеффри
Джеффри Дэнгл (Jeffery L. «Jeff» Dangl; род. 13 октября 1957, Гранд-Рапидс, Мичиган) — американский биолог и генетик, специалист по иммунной системе растений.
Член НАН США (2007) и Германской АН Леопольдины (2003).
Доктор философии, заслуженный профессор Университета Северной Каролины в Чапел-Хилл, где числится с 1995 года, и (с 2011) исследователь Медицинского института Говарда Хьюза.
Согласно Thomson Reuters, является одним из наиболее цитируемых учёных в мире (2014, 2015, 2017).

«Это простая, но глубокая истина, — пишет Дэнгл в Plant Genomics, — что растения и их сообщества придают нашему существованию красоту, вкус, аромат и равновесие».
Оригинальный текст (англ.)“It is a simple but profound truth,” Dangl writes in Plant Genomics, “that plants and plant communities add beauty, flavor, fragrance, and tranquility to our existence.”

## Биография
Окончил Стэнфордский университет (бакалавр и магистр биологии), где учился в 1976—1981 гг., и занимаясь затем там же в 1981—1986 гг. в медицинской школе, под началом проф. Леонарда Херценберга получил степень доктора философии по генетике. Прочтя случайно попавшуюся ему на глаза статью Клауса Халброка, написал ему письмо с просьбой взять постдоком и получил согласие. В 1986—1989 гг. постдок в Max Planck Institute for Plant Breeding Research (Германия). В 1989—1995 гг. групп-лидер в лаборатории имени Макса Дельбрюка Общества Макса Планка (Германия). С 1995 года ассоциированный, именной с 1999 года и с 2000 года именной профессор (John N. Couch Professor) Университета Северной Каролины в Чапел-Хилл, ныне заслуженный, а также с 2001 года адъюнкт-профессор тамошней школы медицины. Отмечен в этом университете John L. Sanders Award (1998). В 2000—2010 гг. помощник директора университетского Carolina Center for Genome Sciences. С 1998 года член редколлегии Cell. Член Американской академии микробиологии (2011), фелло Американской ассоциации содействия развитию науки (2004). В 2012 году соучредитель сельскохозяйственной биотехнологической компании AgBiome. Участвовал в создании к 2000 году генетической карты модельного растения Арабидопсиса.
Отмечен Stephen Hales Prize от American Society of Plant Biologists (2009) и Ruth Allen Award от American Phytopathological Society (2012), а также награждался International Society for Molecular Plant-Microbe Interactions (2009).